# دیشمن (واشینگتن)
دیشمن (به انگلیسی: Dishman) یک منطقهٔ مسکونی در ایالات متحده آمریکا است که در شهرستان اسپوکن، واشینگتن واقع شده‌است. دیشمن ۸٫۷ کیلومتر مربع مساحت و ۱۰٬۰۳۱ نفر جمعیت دارد و ۶۰۵ متر بالاتر از سطح دریا واقع شده‌است.